# Mrs Beeton's Book of Household Management

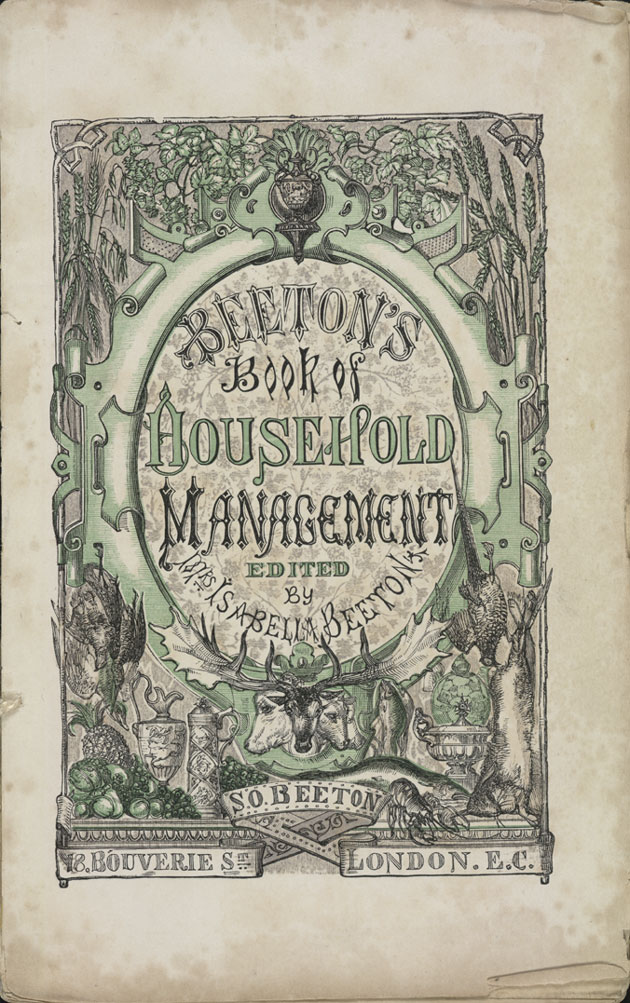
Portada del libro original, 1861.

Mrs Beeton's Book of Household Management (‘Libro de gestión doméstica de Mrs. Beeton’) es una guía de todos los aspectos del gobierno de una casa en la Inglaterra victoriana. Originalmente se titulaba Beeton's Book of Household Management, en línea con otras guías publicadas por Beeton.
Se trata de un libro editado por Isabella Beeton y publicado por primera vez en 1861 por S. O. Beeton Publishing, 161 Bouverie Street, Londres, una firma fundada por su marido, Samuel Orchart Beeton. Había sido publicado previamente como una obra parcial. 
De sus 1112 páginas, unas 900 contienen recetas, por lo que otro nombre popular para el volumen es Mrs Beeton's Cookbook (‘Libro de recetas de Mrs. Beeton’). La mayoría de las recetas estaban ilustradas con grabados en color, y fue el primer libro en mostrar recetas en un formato que sigue usándose, esto es, con los ingredientes enumerados al principio. Se dice que muchas de las recetas fueron copiadas a autores anteriores (incluyendo Eliza Acton), pero los Beeton nunca afirmaron que los contenidos del libro fueran originales. Mrs. Beeton es quizá mejor descrita como su compiladora y editora más que como su autora, estando muchos de los pasajes claramente escritos no con sus propias palabras.
Estaba dirigido a ser una guía de información fiable sobre todos los aspectos de gestionar una casa para la aspirante de clase media. Además de las recetas, sus 2751 entradas incluyen trucos sobre la paga de los sirvientes y la salud de los niños, y sobre todo abundantes consejos, instrucciones y recetas de cocina. Fue un éxito de ventas inmediato, vendiendo 60.000 copias el primer año y un total de casi 2 millones hasta 1868. En 1863 se publicó una edición revisada por entregas.
La autora, Isabella Beeton, tenía 21 años cuando empezó a trabajar en el libro, y murió a los 28. En 1866, un año después de su muerte, Samuel se vio obligado a ceder los derechos de todas sus publicaciones debido a la quiebra de Overend and Gurney, una tienda de descuento londinense con la que tenía deudas. Para salvarse de la bancarrota vendió los derechos a la editorial Ward, Lock and Tyler por 3250£, aunque siguió gestionándolos. Las revisiones de Ward Lock al Household Management han continuado hasta la actualidad, manteniendo el nombre Beeton en el ámbito público durante 125 años, si bien las ediciones actuales se han alejado mucho de la obra original de Isabella.